# Körösnagyharsány
Körösnagyharsány là một thị trấn thuộc hạt Békés, Hungary. Thị trấn này có diện tích 19,91 km², dân số năm 2010 là 549 người, mật độ 28 người/km².